# 3521 Comrie
3521 Comrie è un asteroide della fascia principale, intitolato all'astronomo e matematico neozelandese Leslie John Comrie. Scoperto nel 1982, presenta un'orbita caratterizzata da un semiasse maggiore pari a 2,2616080 UA e da un'eccentricità di 0,0680252, inclinata di 3,87043° rispetto all'eclittica.